# Stanwellia hollowayi
Stanwellia hollowayi là một loài nhện trong họ Nemesiidae.
Stanwellia hollowayi được miêu tả năm 1968 bởi Forster.